# Kempavaderahalli, Ramanagara
Kempavaderahalli là một làng thuộc tehsil Ramanagara, huyện Ramanagara, bang Karnataka, Ấn Độ.